# Microcycas calocoma
Microcycas calocoma är en kärlväxtart som först beskrevs av Friedrich Anton Wilhelm Miquel, och fick sitt nu gällande namn av A. Dc. Microcycas calocoma ingår i släktet Microcycas och familjen Zamiaceae. IUCN kategoriserar arten globalt som akut hotad. Inga underarter finns listade i Catalogue of Life.

## Bildgalleri

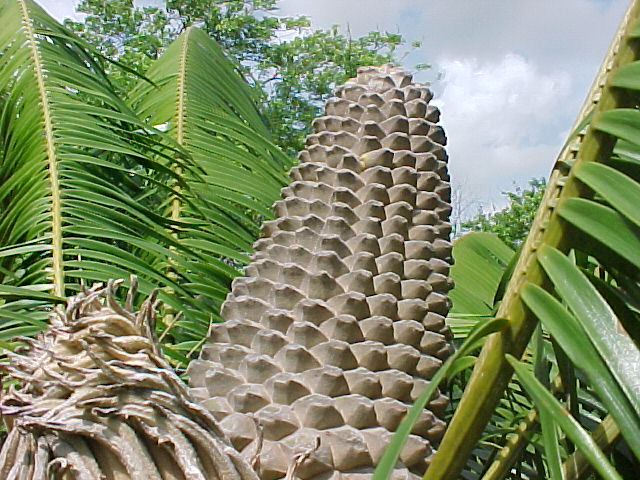
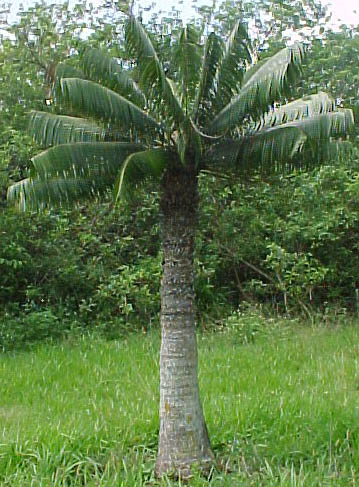
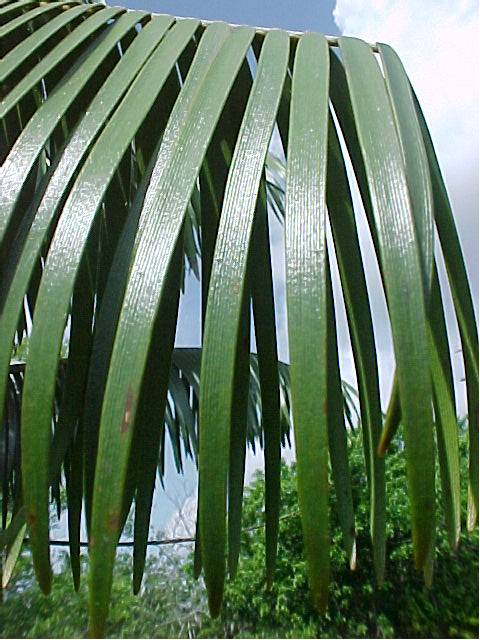
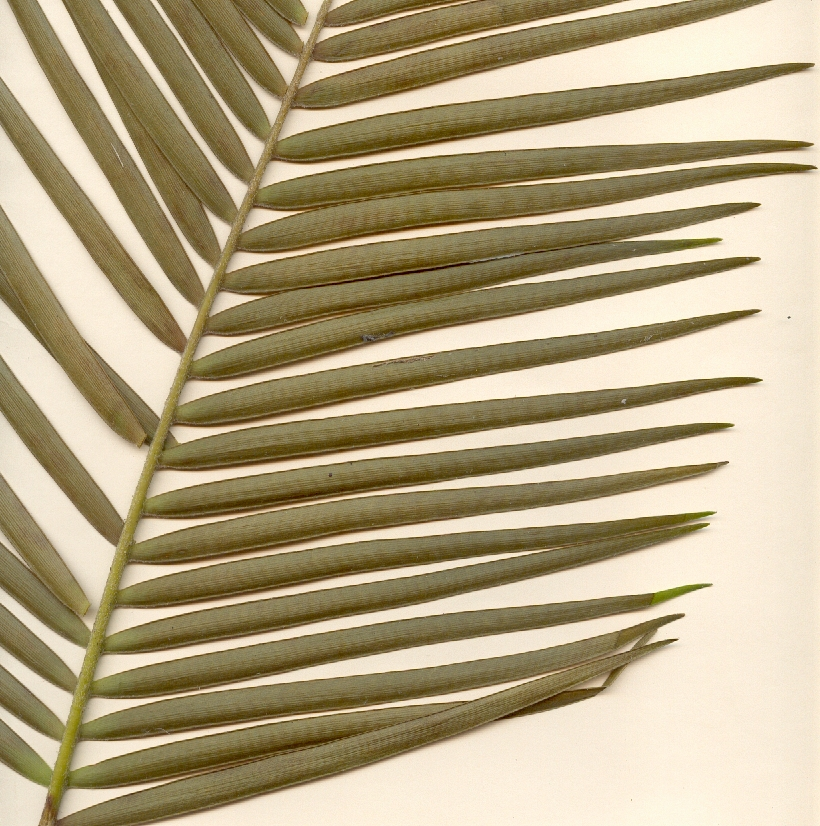
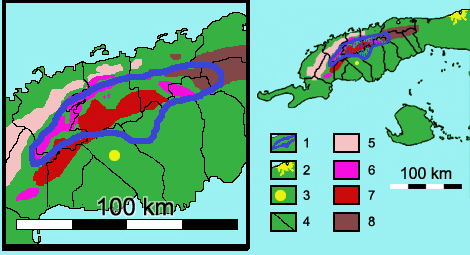
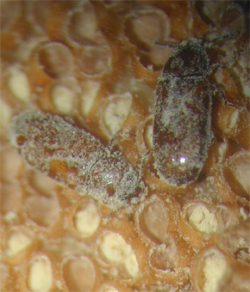